# National Australia Bank
Die National Australia Bank Ltd. (NAB) mit Sitz in Melbourne ist die viertgrößte Bank Australiens und die 52. größte Bank der Welt, gemessen an dem verwalteten Vermögen (Stand 30. September 2017). Im November 2014 betrieb die NAB 1.590 Niederlassungen und Servicecenter und 4.412 Geldautomaten in Australien, Neuseeland und Asien, die 12,7 Millionen Kunden bedienen.
Sie ist in den beiden wichtigsten Aktienindizes Australiens, dem S&P/ASX 50 und dem All Ordinaries gelistet.

## Geschichte
Sie wurde 1893 als National Bank Limited gegründet. National Australia Bank ging als National Commercial Banking Corporation of Australia Limited 1982 durch die Fusion aus der National Bank of Australasia und der Commercial Banking Company of Sydney hervor. Das daraus hervorgehende Unternehmen wurde später in National Australia Bank Limited umbenannt.

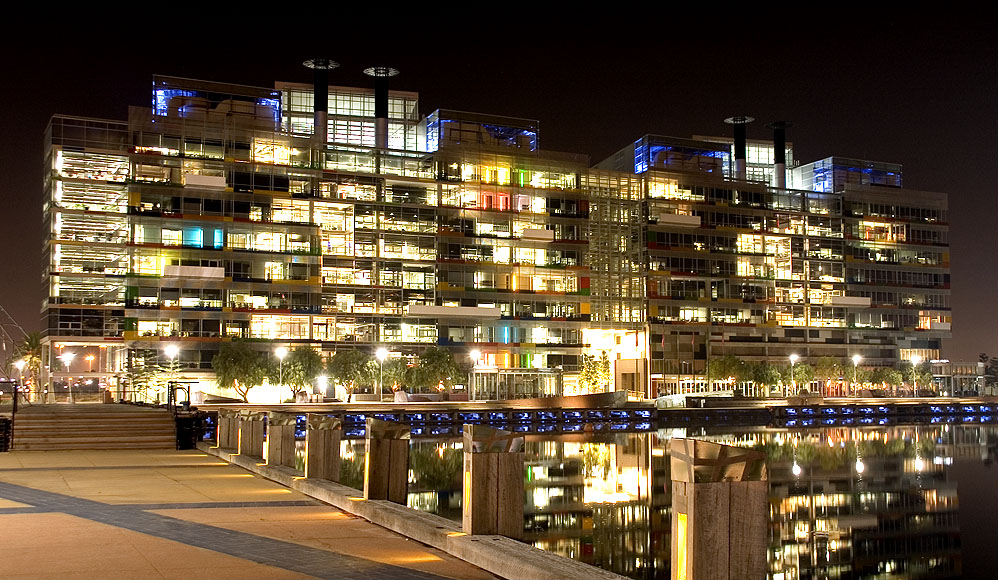
NAB-Zentrale in Docklands, Melbourne, Australien

Die erweiterte finanzielle Basis des fusionierten Unternehmens führte in den folgenden Jahren zu einer signifikanten Offshore-Expansion. Repräsentanzbüros wurden in Peking (1982), Chicago (Zweigstelle 1982), Dallas (1983), Seoul (1983, 1990 zu einer Zweigstelle ausgebaut), San Francisco (1984), Kuala Lumpur (1989), Frankfurt (1985, 1992 geschlossen), Atlanta (1986), Bangkok (1986), Taipei (1986, 1990 zu einer Zweigniederlassung ausgebaut), Shanghai (1988, 1990 geschlossen), Houston (1989) und Neu-Delhi (1989).
1987 kaufte die National Australia Bank die Clydesdale Bank (Schottland) und die Northern Bank (Nordirland und Republik Irland) von der britischen Midland Bank. Es hat die Filialen der Northern Bank in Irland in die National Irish Bank umbenannt und die Logos beider Banken von denen der Midland Bank abgelöst. 1990 kaufte die NAB die Yorkshire Bank (England und Wales).
Als weitere Akquisition folgte die Bank of New Zealand im Jahr 1992, die zu diesem Zeitpunkt einen Marktanteil von rund 26 % auf dem neuseeländischen Markt hatte, und die Michigan National Bank in den USA im Jahr 1995. Die NAB hatte zuvor ihre Geschäfte in den USA rationalisiert und ihre Büros in Atlanta, Chicago, Dallas, Houston und San Francisco im Jahr 1991 geschlossen.
Diese Phase der Expansion endete 1997 durch die Akquisition von HomeSide Lending, einem führenden US-amerikanischen Hypothekenhypothek aus Florida, und dem Erwerb von MLC Limited im Jahr 2000, einer der größten Fusionen in der australischen Unternehmensgeschichte.
Das NAB war im Zeitraum 2000–2005 in einer schwierigen Phase. Im Jahr 2000 verkaufte NAB die Michigan National Bank an die niederländische Bank ABN AMRO. 2001 verkaufte NAB die Betriebsaktiva von HomeSide für 1,9 Mrd. USD an Washington Mutual, dem größten US-amerikanischen Spar- und Darlehensunternehmen.